# دانشگاه علوم پزشکی سبزوار
دانشگاه علوم پزشکی و خدمات بهداشتی درمانی سبزوار از دانشگاه‌های وابسته به وزارت بهداشت در سبزوار است.
این دانشگاه هم‌اکنون به ۵۲۰ هزار نفر جمعیت شهرستانهای سبزوار، جوین، جغتای، خوشاب، داورزن و ششتمد و روداب در غرب خراسان رضوی، خدمات بهداشتی و درمانی ارائه می‌دهد.
محدوده زیر پوشش دانشگاه علوم پزشکی سبزوار با گستره ۱۸ هزار کیلومتر مربعی، از ۸ استان و ۲۲ دانشگاه علوم پزشکی کشور، وسیع تر است.

## تاریخچه
دانشگاه علوم پزشکی سبزوار در سال ۱۳۶۵ با تأسیس دانشکده پرستارِی و مامایی کار خود را آغاز نمود. این دانشکده در سال ۱۳۷۴ از دانشگاه علوم پزشکی مشهد منفک و به صورت دانشکده مستقل به ادامه کار خود پرداخت. این دانشکده در اردیبهشت ماه سال ۱۳۸۷ با مصوبه شورای گسترش وزارت بهداشت، درمان و آموزش پزشکی به دانشگاه علوم پزشکی سبزوار ارتقاء یافت. در حال حاضر ۲۰۷۷ دانشجو و ۱۲۰ استاد در این مرکز مشغول فعالیت می‌باشند. بر اساس تحلیلهای انجام شده این مرکز تاکنون ۳۳۹ مقاله علمی در نشریات و همایشهای داخلی منتشر نموده است. دانشگاه علوم پزشکی سبزوار صاحب امتیاز و ناشر ۱ مجله تخصصی است و تا کنون ۱ همایش توسط دانشگاه علوم پزشکی سبزوار برگزار شده است. علاوه بر این تاکنون ۹۵۹ مقاله معتبر بین‌المللی نیز از این مرکز استخراج شده است. در سال ۱۳۹۸ پژوهشگران دانشگاه علوم پزشکی سبزوار بیشترین مقالات خود را با کلیدواژه‌های «گیاهان دارویی» و «اختلالات اسکلتی عضلانی» منتشر نموده‌اند.

## شرکای علمی دانشگاه علوم پزشکی سبزوار
شرکای علمی اصلی دانشگاه علوم پزشکی سبزوار طی سالهای گذشته مراکز زیر هستند. مراکزی که اساتید و پژوهشگران دانشگاه علوم پزشکی سبزوار ترجیح داده‌اند بیشترین طرح‌های پژوهشی و تحقیقاتی خود را با این مراکز به انجام رسانند:
- دانشگاه علوم پزشکی مشهد

Mashhad University of Medical Sciences
- دانشگاه علوم پزشکی تهران

Tehran University of Medical Sciences
- دانشگاه علوم پزشکی شهید بهشتی

Shahid Beheshti University of Medical Sciences
- دانشگاه فردوسی مشهد

Ferdowsi University of Mashhad
- دانشگاه حکیم سبزواری

Hakim Sabzevari University

## دانشکده‌ها
- دانشکدهٔ پرستاری و مامایی
- دانشکده پزشکی
- دانشکده دندانپزشکی
- دانشکده پیراپزشکی
- دانشکده بهداشت
- دانشکده پرستاری جوین[۴]

## مراکز تحقیقاتی
- مرکز تحقیقات سلولی مولکولی
- مرکز تحقیقات سلامت سالمندان
- مرکز تحقیقات لیشمانیوز (درمان سالک)
- مرکز تحقیقات بیماریهای غیرواگیر
- واحد توسعه تحقیقات بالینی واسعی

## معاونت‌ها
- معاونت درمان
- معاونت آموزشی
- معاونت بهداشتی
- معاونت غذا و دارو
- معاونت تحقیقات و فناوری
- معاونت فرهنگی دانشجویی
- معاونت توسعه مدیریت و منابع

## شبکه‌ها و مراکز بهداشت و درمان وابسته به دانشگاه
- مرکز بهداشت سبزوار
- شبکه بهداشت و درمان جوین
- شبکه بهداشت و درمان جغتای
- شبکه بهداشت و درمان خوشاب
- شبکه بهداشت و درمان ششتمد
- شبکه بهداشت و درمان داورزن

## بیمارستان‌ها

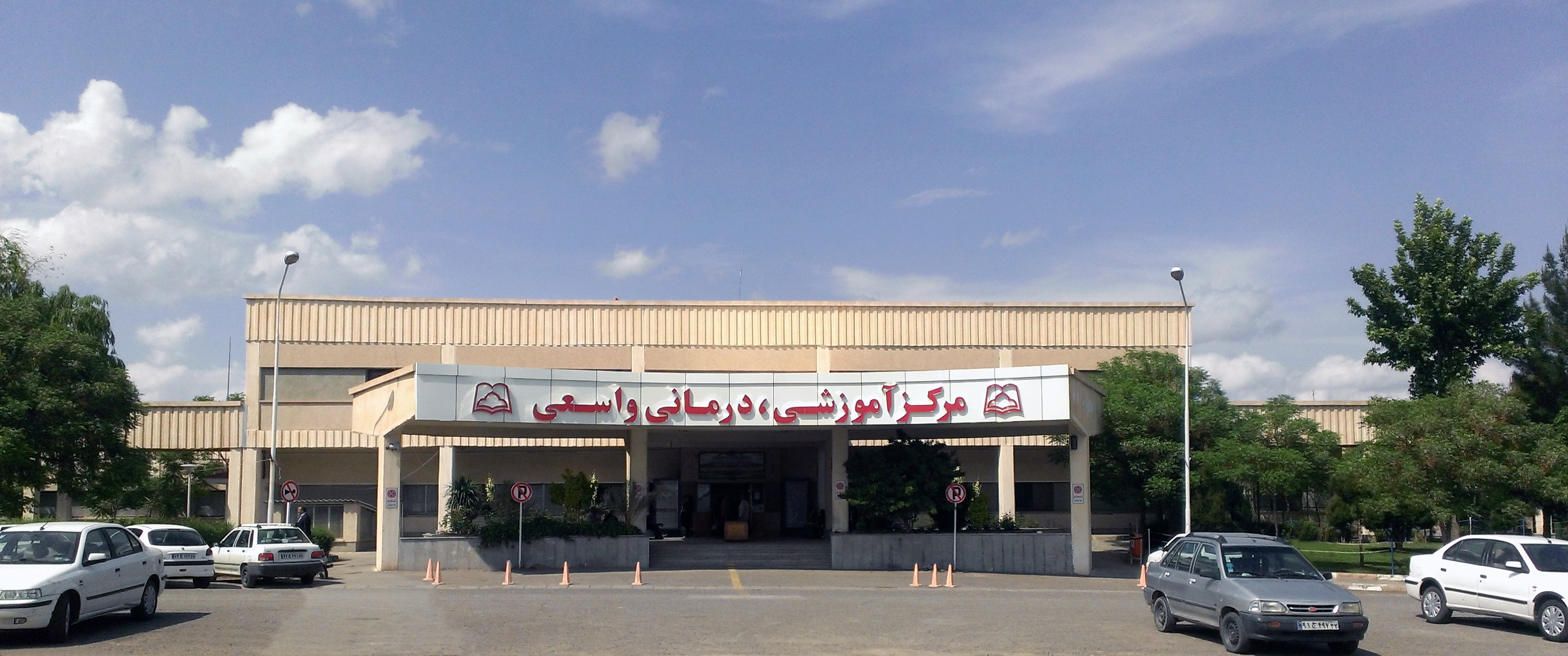
بیمارستان واسعی

۶ بیمارستان با ۱۱۰۰ تخت بیمارستانی
- بیمارستان حشمتیه سبزوار
- بیمارستان دکتر واسعی سبزوار
- بیمارستان امداد شهید بهشتی سبزوار
- بیمارستان برادران شهید مبینی سبزوار
- بیمارستان ولی عصر جغتای
- بیمارستان قمر بنی هاشم جوین

## مراکز شبانه‌روزی درمان بستر (شبه بیمارستان)
- مرکز درمان بستر خوشاب
- مرکز درمان بستر ششتمد
- مرکز درمان بستر داورزن
- مرکز درمان بستر روداب
- مرکز درمان بستر حکم آباد

علاوه بر این، ۴۵ مرکز جامع بهداشتی و درمانی شهری و روستایی و ۱۹۵ خانه بهداشت، در شهرستان‌های زیر پوشش دانشگاه علوم پزشکی سبزوار، شامل سبزوار، جوین، جغتای، خوشاب، داورزن و ششتمد در غرب خراسان رضوی، فعالیت دارند.
دانشگاه علوم پزشکی سبزوار به لحاظ تعدد مراکز درمانی، در رده ۱۶ دانشگاه‌های علوم پزشکی کشور قرار دارد.

## اورژانس
۳۱ پایگاه شهری و جاده ای با ۵۱ دستگاه آمبولانس، ۱ فروند بالگرد اورژانس هوایی، ۱ دستگاه اتوبوس آمبولانس و ۲ دستگاه موتورلانس، خدمات اورژانس پیش بیمارستانی دانشگاه علوم پزشکی سبزوار را، به مردم شهرستانهای سبزوار، جوین، جغتای، خوشاب، داورزن و ششتمد و روداب ارائه می‌کند.
سبزوار یکی از ۱۵ شهر غیرمرکز استان دارای دانشگاه علوم پزشکی مستقل از مرکز استان می‌باشد. اخیراً سبزوار به عنوان چهارمین شهر غیر مرکز استان از دانشکده دندانپزشکی برخوردار شده است. همچنین نوزدهمین پایگاه اورژانس هوایی کشور در بیمارستان دکتر واسعی سبزوار مستقر است. این پایگاه پوشش دهنده شهرستان‌های غرب خراسان رضوی و جنوب خراسان شمالی است.